# Junça diforme
La bova, cabeçuda, castanyola, jonça, jonca diforme, junça bova, junça diforme, tinya, jóncera o junça-bova(Cyperus difformis) és una espècie adscrita al gènere Cyperus.  Aquesta planta és originària del sud d'Europa, gran part d'Àfrica i Àsia i Austràlia, i està naturalitzada en altres zones del món, incloent grans parts d'Amèrica.
C. difformis és una planta d'hàbitats aquàtics i humits. És tractada com una mala herba als arrossars, però en general no és problemàtica. Aquesta és una herba anual amb una o diverses tiges erectes fines i suaus que poden atènyer els 30 centímetres d'alçada. Generalment és formada per unes quantes fulles llargues i tènues que envolten la base de la planta. La inflorescència és una espiga arrodonida d'un a tres centímetres d'amplada, que conté fins a 120 espiguetes, cadascuna d'aquestes llargues i cobertes parcialment o totalment de fins a 30 flors bràcteades. Les flors són de color marró clar amb zones de color marró més fosc i de vegades un to groguenc o porpra.
C. difformis es pot diferenciar de la majoria d'espècies que s'hi assemblen visualment per la mida petita de les glumes, de 0,5-0,7 x 0,5 mm, semblants a petites perles romes lleugerament allargades.